# Obispo de las Islas Malvinas

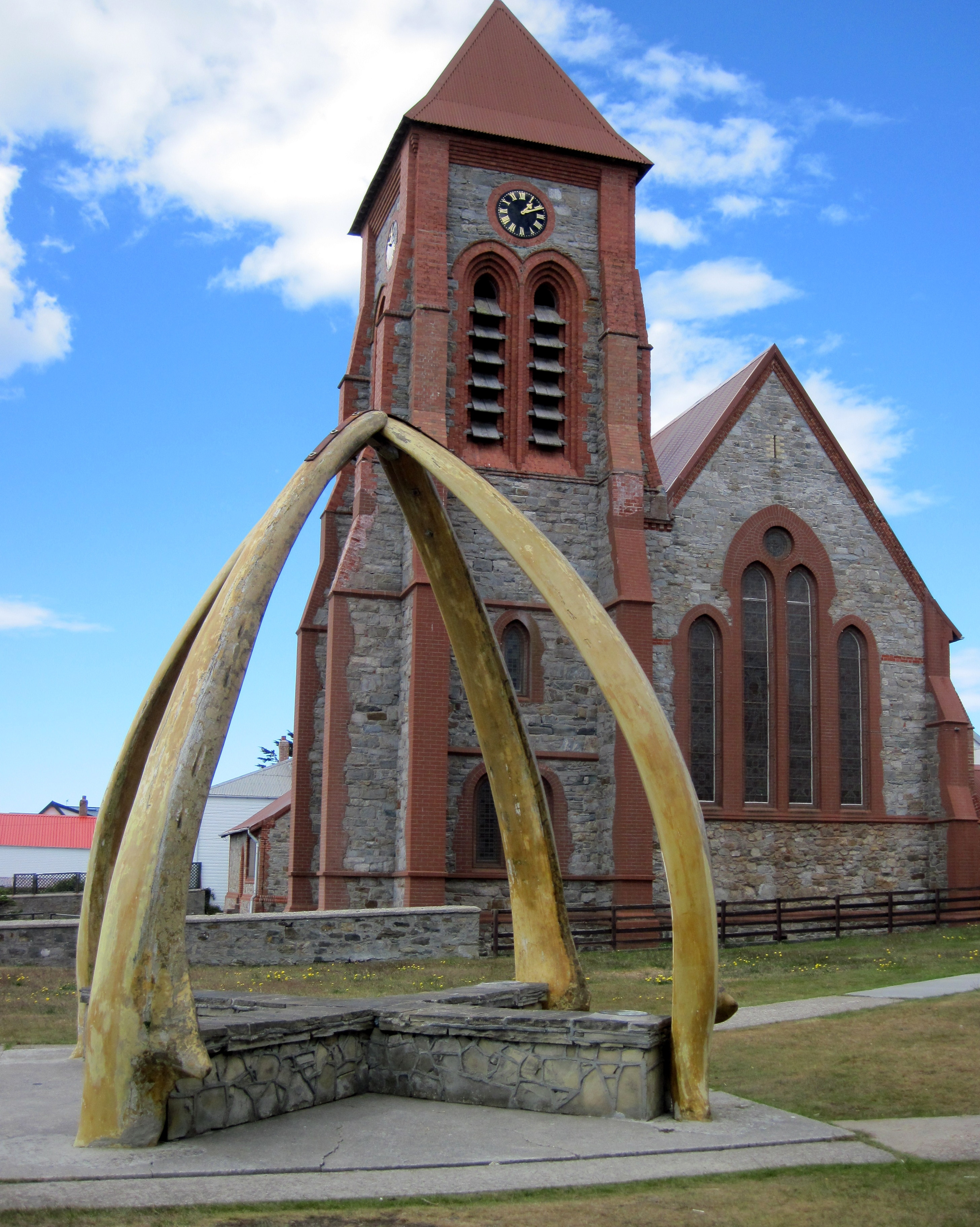
Catedral de Puerto Argentino/Stanley

El obispo de las Islas Malvinas (en inglés: Bishop of the Falkland Islands) fue históricamente un obispado en la Iglesia de Inglaterra, como el ordinario de la diócesis de las Islas Malvinas, el obispo tuvo la responsabilidad de capellanías en América del Sur, antes de que se formaran provincias nacionales. Hoy en día el obispo de las Islas Malvinas es la cabeza de la pequeña iglesia extra-provincial de las Islas Malvinas, una iglesia miembro de la Comunión anglicana. El título se celebra al mismo tiempo y de oficio por el Arzobispo de Canterbury.
La principal iglesia es la Catedral de la Iglesia de Cristo en Puerto Argentino/Stanley.

## Historia
Waite Stirling, un misionero de la Sociedad Misionera Patagónica (renombrada la Sociedad Misionera de América del Sur en 1868) fue ordenado sacerdote en la Abadía de Westminster el 21 de diciembre de 1869, como el primer obispo de las Islas Malvinas. Stirling tenía jurisdicción episcopal sobre "el conjunto de América del Sur, con la excepción de la Guayana Británica". El Obispo Stirling sirvió a los habitantes de las Islas Malvinas durante 30 años, después se convirtió en canónigo de la catedral de Wells.
Hasta bien entrado el siglo XX, el obispo de las Islas Malvinas tenía autoridad episcopal sobre toda la América del Sur, hasta que el poder pasó al obispo de Buenos Aires. En 1982, se abolió la autoridad episcopal argentina sobre las Islas Malvinas, hoy el Rector de la Catedral depende directamente del arzobispo de Canterbury y recibe orientación pastoral de la Comisaría del Arzobispo, Stephen Venner, obispo de las Fuerzas. El Arzobispo conserva el título de Obispo de las Islas Malvinas, mientras que el comisario toma el título de obispo para las Islas Malvinas.

## Lista de los titulares

### Obispo de las Islas Malvinas
| Años          | Nombre                             |
| ------------- | ---------------------------------- |
| 1869–1900     | Waite Stirling                     |
| 1902          | Edward Every                       |
| 1910          | Lawrence Blair                     |
| 1919          | Norman de Jersey                   |
| 1936          | John Weller                        |
| 1945          | Daniel Evans                       |
| 1964          | Cyril Tucker                       |
| 1975–1978     | Richard Cutts, Obispo de Argentina |
| 1978–presente | Arzobispo de Canterbury            |

### Obispo para las islas Malvinas
| Años                            | Nombre                                  | Otras oficinas                                                                |
| ------------------------------- | --------------------------------------- | ----------------------------------------------------------------------------- |
| 16 de enero de 2007 al presente | Stephen Venner, Comisario del Arzobispo | Obispo de Dover (1999–2009); Obispo de las Fuerzas Armadas Británicas (2009—) |